# Gadessa revidata
Gadessa revidata is een vlinder van de familie van de grasmotten (Crambidae), uit de onderfamilie van de Spilomelinae. De wetenschappelijke naam van deze soort is voor het eerst voorgesteld als Phalaena revidata door Johan Christian Fabricius in een publicatie uit 1787.
De soort komt voor in India (Tamil Nadu) en Sri Lanka.